# アールグンデ (小惑星)
アールグンデ (929 Algunde) は小惑星帯にある小惑星。カール・ラインムートがハイデルベルクのケーニッヒシュトゥール天文台で発見した。
聖女に因んで命名された。